# Leucochrysa benoistina
Leucochrysa benoistina är en insektsart som beskrevs av Navás 1934. Leucochrysa benoistina ingår i släktet Leucochrysa och familjen guldögonsländor. Inga underarter finns listade i Catalogue of Life.